# سكلوب أرجواني
سكلوب أرجواني (الاسم العلمي: Cyclops purpureus) هو نوع من المفصليات يتبع جنس السكلوب من الفصيلة السكلوبية.